# Agrothereutes abbreviatus
Agrothereutes abbreviatus là một loài tò vò trong họ Ichneumonidae.